# Psychotria woytkowskii
Espèce
Statut de conservation UICN

 VU D2 : Vulnérable
Psychotria woytkowskii est une espèce de plantes de la famille des Rubiaceae.

## Publication originale
- Annals of the Missouri Botanical Garden 54(2): 143–144. 1967. (27 Oct 1967)